# Hospital San Juan de Dios (Bogotá)
El Hospital San Juan de Dios - Instituto Materno Infantil es un hospital de carácter público fundado en 1723 en la ciudad de Santafé, actual Bogotá, aunque venía prestando servicios de salud desde 1564. 
Es uno de los símbolos más importantes de la historia de la medicina en Colombia y es referencia como el principal centro de salud pública y de investigación científica médica. 
Fue clausurado el 29 de septiembre de 2001 y actualmente se presenta un conflicto laboral y de tradición sobre la propiedad, siendo arrendado al Distrito capital a través de la Empresa de Renovación Urbana, que proyecta construir en sus instalaciones un futuro Hospital Universitario de la Universidad Nacional de Colombia y de IV Nivel de la Red Hospitalaria Distrital administrado por la Secretaría de Salud de Bogotá, quien ya en 2006 arrendó las instalaciones del Instituto Materno Infantil que actualmente es operado en un 50% por el Hospital de la Victoria.

## Historia

### 1564-1723
El hospital nació en 1564 de la necesidad de protección de salud para los conquistadores y sus familiares, esclavos libertos e indígenas que padecían alguna enfermedad por circunstancias climáticas o bacterias importadas y gracias a una donación hecha por Juan de los Barrios.
Inicialmente tomó el nombre de Hospital de San Pedro, estaba ubicado en la parte posterior de la Catedral Primada de Colombia y la atención la prestaban los frailes dominícos y franciscanos; esta última orden es a la que pertenecía el arzobispo Juan de los Barrios. Eran personas con ciertas condiciones para proporcionar algún alivio a los enfermos por poseer alguna cultura general de mística religiosa y por simple intuición.
El primer hospital fue un convento-hospital de carácter privado. Financieramente fue viable tal vez debido a la sensibilidad social de los religiosos y de algunas personas poderosas económicamente quienes le prodigaron donaciones, regalos y limosnas para su establecimiento y posterior sostenimiento. La ayuda del virreinato fue mínima.
Durante la Colonia Española toda institución debía tener la autorización de la Real Audiencia y del Virrey, por tanto el establecimiento del hospital debió obtener el permiso de la Corona Española, aunque sin participar en la iniciativa, sostenimiento o control.
Constituyó el núcleo para el desarrollo de la medicina colombiana y con el tiempo logró la vinculación de algunos extranjeros establecidos en Santafé para el servicio del Virrey o como protomédicos, quienes poco a poco le inculcaron cierta orientación médica.

### «La revolución Científica» (1723- 1899)
En 1739, el hospital fue trasladado de su ubicación inicial a un lugar más amplio.
El Hospital San Pedro fue la única institución de esta índole, que según documentos de la época, contaba con 12 camas y cuya infraestructura no tenía posibilidades ni siquiera de prestar un mediano servicio. La situación de insalubridad que presentaba era tan alta que amenazaba la salud de toda la ciudad. Por este motivo se construyó el hospital Jesús, José y María, gracias a una cédula real expedida el 15 de mayo de 1723 por el Rey Felipe V. Se construyó en las afueras de la ciudad, entre las actuales calles 11 y 12 y entre las actuales carreras 9 y 10, donde en la actualidad se encuentra la iglesia de San Juan de Dios. Siendo posible la construcción del nuevo hospital, gracias al producto de las ventas de los antiguos terrenos de la catedral y los aportes de la corona.
El nuevo hospital de Jesús María y José inició con sesenta camas llegando a un número de doscientas en poco tiempo. Su financiación dependía principalmente de tres fuentes, por una parte, el presupuesto asignado por la Corona española, que llegó a ser hasta el doble del entregado a la Real audiencia, por otra parte recibía donaciones por parte de personas adineradas de la ciudad y por último, de recursos propios consistentes en tierras productivas y locales comerciales.
Desde los primeros años su administración esta institución quedó a cargo de la Orden Hospitalaria de San Juan de Dios.
En la Nueva Granada, José Celestino Mutis junto a otros apasionados por la investigación desarrollarían estudios sobre la naturaleza. Mutis representa uno de los pilares más grandes de investigación, seguido por el religioso Miguel de la Isla, quien imprimiera el carácter científico y de entidad hospitalaria, instalando en el hospital la organización propicia para el desarrollo de la medicina asistencial.
En el curso de la Independencia de Colombia, el Hospital aunque en condiciones de penuria económica y aún bajo la dictadura de Juan de Sámano, atendió a los numerosos enfermos y heridos y sirvió de cárcel para los médicos patriotas, en el Convento Hospital Santa Inés, los médicos tuvieron la oportunidad de ofrecerle a los soldados el alivio a la salud corporal.
En la iniciación de la República, el presidente Francisco de Paula Santander le imprimió una nueva dirección al suspender todos los conventos-hospital, reglamentando las funciones de los Síndicos y Mayordomos bajo las órdenes del gobernador de la provincia. Desde entonces el hospital quedó como una institución de beneficencia, propiedad del Estado (1828) y en 1835 la cámara de Bogotá dictó las directrices, decretos y juntas directivas del Hospital, con el fin de darle una orientación asistencial y docente por medio de la Escuela de Medicina. Expulsando así a la orden Hospitalaria; aunque es válido resaltar que su legado permanece vigente, pues aunque el nombre del Hospital hacía alusión a la Sagrada Familia, en el acervo popular al ser los monjes de San Juan de Dios quienes lo atendían, el hospital recibió el nombre Hospital San Juan de Dios; nombre que perdura hasta nuestros días.
En 1869 el Estado Soberano de Cundinamarca ordenó la Junta General de Beneficencia, hoy Beneficencia de Cundinamarca, quedando el hospital bajo su dirección mas no bajo su propiedad. En esta época de luchas internas, el Hospital situado en el convento de Santa Inés, logró algunos avances en su organización, no obstante tuvo que vencer grandes dificultades económicas y locativas para atender el gran número de heridos durante las guerras y también a los enfermos por las frecuentes epidemias.

### «De Santa Inés a la Hortua» (1900-1925)
Esta etapa transcurrió en el primer cuarto del siglo XX, el Hospital recibió este siglo atendiendo innumerable cantidad de pacientes producto de la Guerra de los Mil Días y otros conflictos internos que dejó el siglo XIX. Su desarrollo fue influenciado por la generación de los graduados de Francia, quienes iniciaron las grandes especialidades y surgieron las primeras instituciones médicas y paramédicas. Las transformaciones del hospital iban de la mano con los cambios que sufría el país. En el convento-hospital se practicaron por primera vez en el país algunas de las más importantes intervenciones, como la mastectomía, cesárea, parotidectomía, resección de maxilares trepanación, esplenectomía y gastrectomía, entre otras.

### El Molino de la Hortúa
El Presidente General Rafael Reyes Prieto, ordenó la construcción de un centro hospitalario para trasladar allí el Hospital San Juan de Dios y los asilos de enfermos mentales e indigentes (forma en que llamaban a los habitantes de calle en ese entonces). En cumplimiento de esta idea la Nación compró el 31 de agosto de 1905 a José Domingo Ospina y Gonzalo Arboleda, la finca denominada «Molino Tres Esquinas» o «Molino de la Hortúa», con una extensión cercana a 25 fanegadas, por la suma de $90.000 pesos oro, por medio de una escritura firmada en la Notaría 2 de Bogotá.
Por medio de la Ley 63 de 1911 la nación cedió a perpetuidad al departamento de Cundinamarca con destino a la construcción de manicomios y asilos de indigentes el terreno llamado «Molino de la Hortúa», transfiriéndolo a la Gobernación y la junta General de Beneficencia, hoy Beneficencia de Cundinamarca. El congreso de Colombia el 31 de octubre de 1919 «Autorizó al departamento para variar el destino del predio llamado "Molino de la Hortua", para dedicarlo a la construcción de un hospital con la condición de que fuese anexidad y complemento del existente Hospital San Juan de Dios y que el terreno que debe ser pagado por el hospital se aplique a la adquisición de un terreno adecuado para construcción de manicomios». La asamblea de Cundinamarca dictó la ordenanza 48 de 1919, que autorizó a la Junta de Beneficencia para vender los inmuebles del hospital de San Juan de Dios e invertir su producto en la construcción de edificios en el predio de la Hortúa y en la Ordenanza 13 de 1922 se precisaron las fincas que deberían venderse.
Finalmente la Asamblea de Cundinamarca por medio de la ordenanza 85 de 1920 destinó el mencionado terreno para la construcción de nuevo edificio del Hospital San Juan de Dios, para continuar con carácter de Establecimiento oficial de beneficencia o asistencia pública, administrado según las ordenanzas de la Asamblea de Cundinamarca. También autorizó al Hospicio de Bogotá, para dar en venta o permuta al Hospital San Juan de Dios, las construcciones inconclusas que el primero de dichos establecimientos había levantado en la parte oriental del predio de la Hortúa. La ley 48 de 1923 aclaró la 47 de 1919, que dispuso que los Asilos de enfermos mentales de ambos sexos y de indigentes mujeres o mendigos Varones (colonia de mendigos), transfirieran al citado Hospital los derechos que les correspondían de conformidad con la escritura de 1917. Esta ley dio pie para que la Junta de Beneficencia de Cundinamarca confirmara la destinación del terreno para los nuevos edificios del San Juan de Dios.
Según la escritura 463 del 10 de marzo de 1924, firmada en la Notaría Segunda, el preció de la compra del lote de la Hortúa fue de $23.898.31, pagado mediante permuta de fincas raíces entre la propiedad del Hospital y la propiedad del Asilo de "Locos y Locas". En la cláusula séptima dice «El Hospital que se ha construido y ha de construirse se denominará en lo sucesivo de la Hortúa, será una anexidad y complemento del altual Hospital del San Juan de Dios y hará parte integrante de la misma persona jurídica. En consecuencia el Hospital de San Juan de Dios de Bogotá en sus edificios de la Hortúa continuará con el carácter de establecimiento oficial DE BENEFICENCIA o ASISTENCIA PÚBLICA», además «Todos los auxilios, donaciones, herencias o legados que se asignen en lo sucesivo al Hospital de la Hortúa se establecerán hechos al Hospital de San Juan de Dios de Bogotá en sus edificios de la Hortúa, pues estas harán parte integrante de la misma persona jurídica".
Después de haber prestado sus servicios de salud durante 203 años, el 7 de febrero de 1925, se trasladó a la Hortúa en el pabellón oriental, donde en la actualidad funciona el Instituto Materno Infantil; allí empezó a funcionar con los servicios de Ginecología (58 camas), que se había fundado en 1887; clínica tropical, urología, clínica dermatológica la cual había iniciado en 1910 y se amplió en un pabellón completo para atender a enfermos de ambos sexos.

### «El Apogeo» (1926-1979)
Esta etapa inicia con el establecimiento del hospital en los predios de La Hortúa entre 1925 y 1926, bajo la dirección de la Junta de Beneficencia y la orientación científica de la Universidad Nacional de Colombia. En la carrera 9 no se disponía de los recursos, ni de la infraestructura propiamente hospitalaria y el avance científico era muy lento, casi estancado por las luchas internas y la conformación de la nacionalidad, la atención médica era muy deficiente en los aspectos científico, higiénico y económico.
Hacia 1926 el país disfrutaba de un ambiente de paz y progreso económico, lo cual permitió que muchos de sus médicos viajaran a Europa y trajeran nuevas ideas tanto médicas como arquitectónicas. En 1926, cuando Colombia comienza su carrera hacia la industrialización, se realiza la primera cirugía en las nuevas instalaciones del hospital.
A partir de ese momento el Hospital San Juan de Dios toma una dinámica particular, convirtiéndose en uno de los centros de investigación y formación médica más importante de Colombia. Hasta mediados del siglo XX era prácticamente el único Hospital Universitario de la ciudad de Bogotá, asociado con la Facultad de Medicina de la Universidad Nacional. Desde 1979 y hasta 1999 fue administrado por la entidad de carácter privado «Fundación San Juan de Dios» en asociación con la Facultad de Medicina de la Universidad Nacional.
En el año 1993 comienza el declive del hospital a causa de la ley 100 de Seguridad social, que terminó con su intervención y clausura entre 1999 y 2001, por considerarse inviable financieramente.
Desde la promulgación de la ley 100, los recursos del hospital fueron deficientes y con cierta frecuencia sufrió alarmantes crisis económicas que lo llevaron a suspender parcialmente sus servicios. Por medio de la Ley 735 de 2002, fue declarado junto con el Instituto Materno Infantil, como Patrimonio Histórico y Cultural de la Nación, por sus grandes aportes en las diferentes etapas de la historia de Colombia.

### Crisis actual

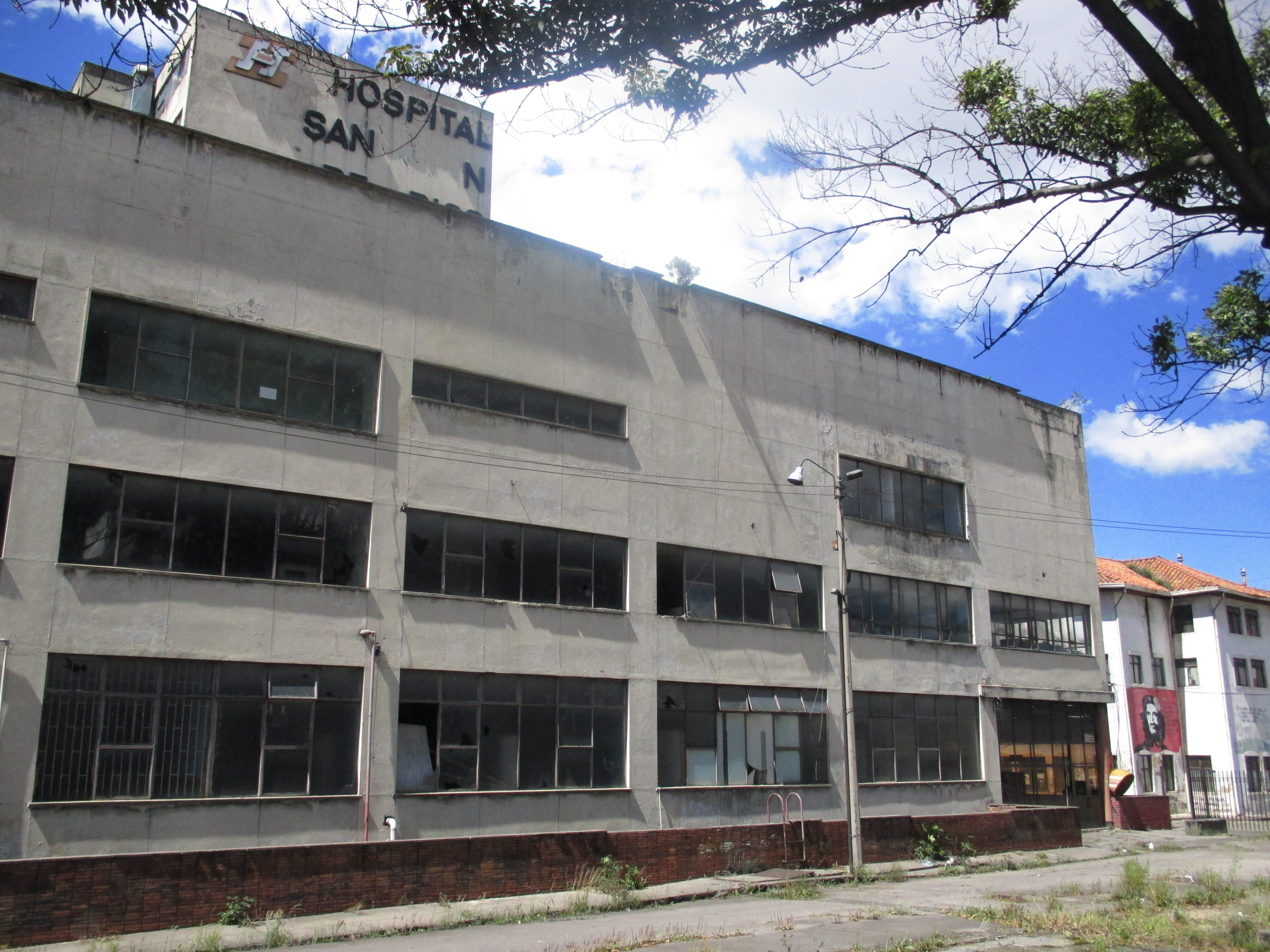
El hospital en enero de 2015.

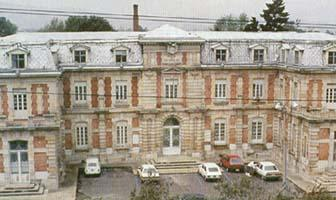
Antiguo Instituto Nacional de Inmunología

Este hospital era el epicentro de varias instituciones de carácter investigativo en las diversas ramas de la medicina. Entre los más importantes se encontraba el pabellón de neonatos del Instituto Materno Infantil en donde se creó el Método Madre Canguro en 1978, que contribuyó a solucionar muchos de los problemas de supervivencia de los niños prematuros, y programa pionero y modelo en el mundo; el pabellón de patología, el primer pabellón de cirugía plástica de Bogotá y el Instituto Inmunológico Nacional, donde estuvo vinculado Manuel Elkin Patarroyo.

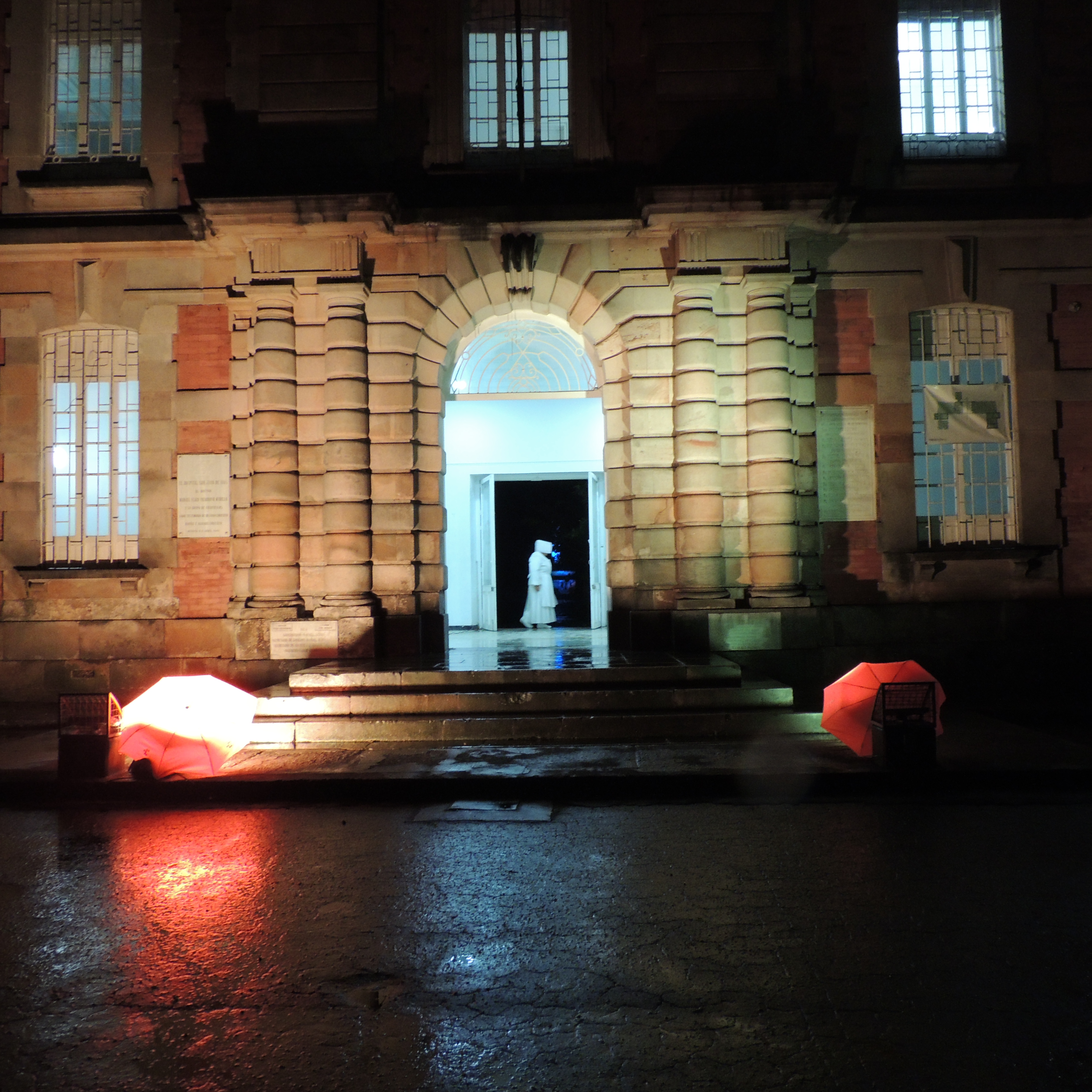
Antiguo Instituto Nacional de Inmunología en el Hospital San Juan de Dios, Bogotá, Colombia, noviembre de 2022.

En agosto de 2012, el exalcalde de Bogotá Gustavo Petro inició el plan de reapertura y que consistiría en etapas para convertirlo en hospital de cuarto nivel para las poblaciones del centro y sur de Bogotá. La primera etapa consiste en la apertura de la Unidad de Atención primaria ubicada en la carrera 10 con calle primera, en el Centro de Salud, en el edificio aledaño al Hospital San Juan de Dios. En diciembre de 2012 se hizo un pago parcial de la liquidación a los exempleados jubilados del hospital, la recontratacion de varios empleados y la reapertura de su primera etapa que luego sería cerrada y el Hospital seguiría sumido en la crisis.
Durante la primera etapa de reapertura del hospital se dio a conocer el testamento del empresario y filántropo José Joaquín Vargas quien como propietario de los antiguos territorios de la Hacienda El Salitre, certificó por medio de un testamento en 1922 dichos predios a nombre de un conjunto de instituciones de beneficencia siendo el hospital quien sería el propietario de la mayor parte del legado, además de aclarar que los predios correspondientes y el hospital como tal son propiedad de Bogotá y no de Cundinamarca que si bien tenía un rol de administrador con la Fundación San Juan de Dios, (declarada inexistente en 2005 por un fallo del Consejo de Estado) y la Beneficencia de Cundinamarca, no fueron designados como albaceas de dichos terrenos, por lo que cursan investigaciones de control político a la Contraloría General de La Nación, el legado que corresponde a la Hacienda El Salitre comprende los terrenos desde la avenida Ciudad de Quito (Carrera 30) hasta la avenida Boyacá y desde la calle 68 hasta la calle 22, predios hoy enajenados, propiedad mayoritariamente privada.
Actualmente enfrenta un conflicto de tipo laboral y social, pues sus instalaciones se encuentran habitadas por antiguos funcionarios a quienes desde la crisis de 1999 no se les ha reconocido pagos ni acreencias laborales, además de encontrarse en un proceso de liquidación dirigido por la Gobernación de Cundinamarca, cuestionado por varias entidades.
En 2012 la liquidadora Ana Karenina Gauna Palencia vendió un terreno del parqueadero del Instituto Materno Infantil (IMI) que es parte integral del Hospital San Juan de Dios declarado patrimonio cultural. Se ha cuestionado también la venta de los equipos y mobiliarios, además de las diferencias entre el inventario del Hospital antes de ser entregado a la liquidadora y el inventario que la liquidadora tiene respecto de los bienes.
El 30 de septiembre de 2013 por convocatoria pública de la liquidadora, el Complejo Hospitalario San Juan de Dios y el Instituto Materno Infantil fueron puestos en venta al mejor postor. Los oferentes tendrían plazo hasta el 30 de octubre de 2013 para hacer su mejor oferta. Podrá ser vendido únicamente a personas de derecho público y su precio puede variar dependiendo del avalúo que aún está por determinarse. La liquidadora fue suspendida de sus funciones en octubre de 2013 debido a las constantes demoras en la solución en el pago de acreencias laborales siendo reemplazada por Pablo Leal, aunque este cambio prorrogó la convocatoria de la venta del hospital.

### Recuperación

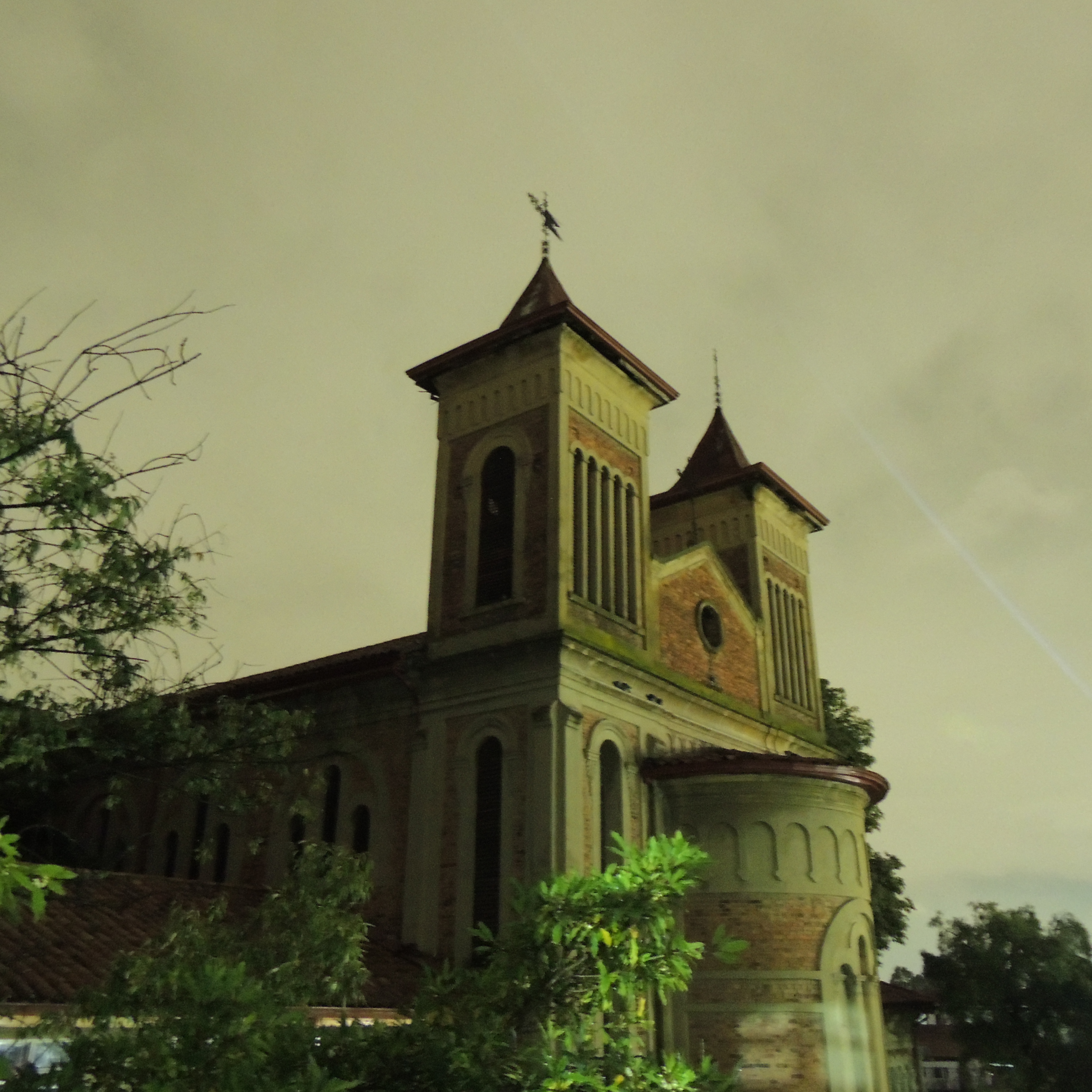
Capilla del Hospital San Juan de Dios, Bogotá, Colombia, noviembre de 2022.

Finalmente el Hospital fue adjudicado al Distrito de Bogotá, a través de la Empresa de Renovación Urbana, el 28 de noviembre de 2014 quien inició trabajos en febrero de 2015 para su restauración y reapertura que proponen se seguirá conforme a lo estipulado por el exalcalde Petro de reabrirlo por etapas comenzando por el Instituto Materno Infantil que se encuentra arrendado desde 2006 y paulatinamente con los demás edificios, algunos en grave deterioro y pagando su parte concerniente a empleados jubilados del Hospital. Para la recuperación, las facultades de Artes, Ciencias Económicas y Medicina de la Universidad Nacional de Colombia fueron encargadas de desarrollar el Plan Especial de Manejo y Protección, con el fin de analizar hacia donde encaminar el futuro de la institución y está dirigido por Claudia Romero Isaza. Entre otras cosas, se debe deprimir la carrera décima que atravesó el complejo, abrir zonas verdes para mejorar el acceso a los pacientes, se deben intervenir todos los predios y realizar un proceso de primeros auxilios a 9 de ellos entre los que se cuentan el edificio San Eduardo, Santiago Samper, la casa cural, la capilla, el edificio central y el jardín infantil; así mismo se deben reforzar 3 de las estructuras, a saber la torre central, el instituto de salud mental y el de resonancia. Se pretende finalmente crear un hospital universitario en cumplimiento de la ley 735 de 2002 y por ello el rector de la Universidad Nacional, Ignacio Mantilla, ha manifestado el apoyo de la institución al distrito para lograr la reapertura por etapas de la institución médica. al 11 de mayo se encuentra en recuperación la zona de urgencias, aunque se logró con la entrada del ESMAD con empleados del distrito y la Empresa de Renovación Urbana en contravía de la legalidad y los derechos de los ocupantes del predio pues no se ha llegado a un acuerdo claro con los habitantes del hospital.
El hospital fue parcialmente abierto por el alcalde Enrique Peñalosa dentro de su plan de Centros de Atención Prioritaria en Salud (CAPS) pese a que antes no estaba en su plan de gobierno el continuar con la reapertura del hospital.

## Ubicación y acceso
Se puede acceder al Hospital San Juan de Dios por medio del TransMilenio en las estaciones San Bernardo, Hortúa, y Hospital.